# Nokia Networks
Nokia Networks (precedentemente Nokia Solutions and Networks e ancor prima Nokia Siemens Networks), anche conosciuta come Nokia Networks Technology o Nokia Networks Technologies, è una delle principali aziende di telecomunicazioni al mondo.
La società venne creata nel 2007 come Nokia Siemens Networks tramite joint venture tra la divisione COM della Siemens AG (tranne la Enterprise business unit) ed il Network Business Group della Nokia.
La Nokia Networks opera in circa 150 stati, e conta circa 50 000 dipendenti. I principali stati in cui sviluppa i suoi prodotti sono Cina, Finlandia, Germania, Polonia e India.
Circa un miliardo di persone sono collegate tra loro grazie ai suoi prodotti.

## Storia della Nokia Siemens Networks

Il logo della ex Nokia Siemens Networks (2007-2013)

La nascita dell'allora Nokia Siemens Networks fu annunciata il 19 giugno 2006. L'azienda venne ufficialmente lanciata durante il 3GSM World Congress di Barcellona del febbraio 2007. Iniziò la produzione ufficiale il 1º aprile 2007 stabilendo la sede generale ad Espoo, nell'area metropolitana di Helsinki in Finlandia, mentre il centro di comando della divisione Europa sud-occidentale e tre delle cinque divisioni si trovano a Monaco di Baviera, in Germania. Il reparto del Service ha la sua sede in India.

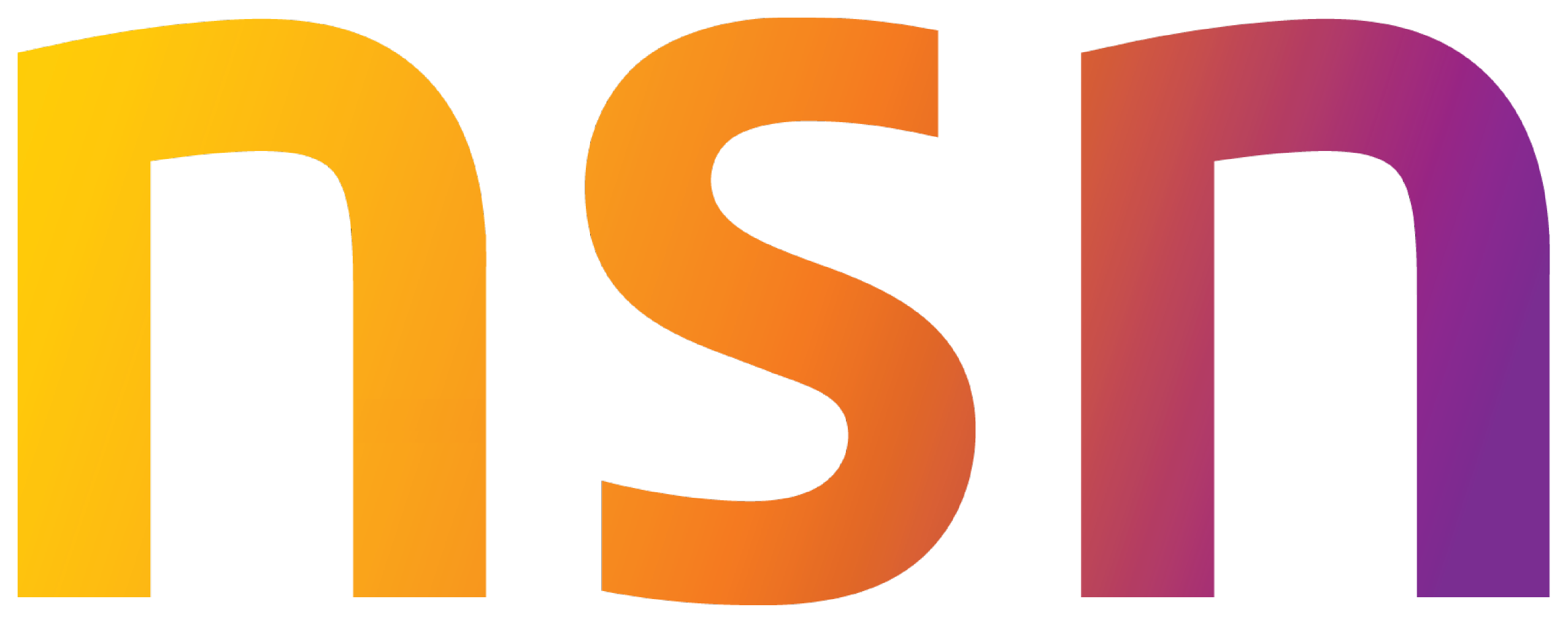
Il logo della ex NSN - Nokia Solutions and Networks (2013-2014)

Il 1º luglio 2013, Nokia comunica di aver raggiunto un accordo per l'acquisizione della quota di Siemens in NSN, corrispondente al 50% della società, per 1,7 miliardi di euro.
Nokia Siemens Networks cambia nome dopo l'acquisizione, diventando, come rivelato dal CEO di Nokia Stephen Elop, dal 2013 NSN - Nokia Solutions and Networks per assumere il 29 aprile 2014 l'attuale denominazione.

### Attività
Rajeev Suri è stato nominato amministratore delegato della Nokia Siemens Networks, ed è entrato in carica il 1º ottobre 2009, Simon Beresford-Wylie gli ha lasciato il posto dopo aver guidato la società nel periodo della fusione. Il direttore finanziario  di MSN era Luca Maestri. Il presidente del consiglio di amministrazione era l'amministratore delegato di Nokia, Olli Pekka Kallasvuo, mentre il vicepresidente era Rudi Lamprecht (consigliere esecutivo del CEO della Siemens AG).
- Nel novembre 2011, NOKIA SIEMENS NETWORKS annunciò pubblicamente di volersi concentrare nel proprio core business e di aver trovato un "partner strategico" in DRAGONWAVE (azienda canadese con sede a Ottawa con circa 250 addetti, fino ad alcuni anni prima fornitrice di subunità elettroniche integrate in apparati SIEMENS) per l'acquisizione del ramo microwave (settore strategico per la progettazione e la realizzazione di ponti radio per telecomunicazioni, che vede tra i vari concorrenti HUAWEI, ALCATEL, SIAE Microelettronica, ERICSSON).
  - Da tale fusione, avrebbe dovuto nascere verso la fine di febbraio 2012, una nuova società DRAGONWAVE S.r.l., con sede sociale in Lussemburgo. La fusione avrebbe dovuto interessare circa 230 addetti in Italia e circa 130 addetti in Cina. Questo annuncio a livello mondiale, le lungaggini nella realizzazione di tale "fusione" e la crisi economica mondiale hanno portato ad una rinegoziazione dell'accordo originale.
- Il 3 maggio 2012, sul proprio sito, DRAGONWAVE pubblicò il nuovo accordo che prevedeva:
  - l'acquisizione di tutti i prodotti e brevetti NOKIA SIEMENS NETWORKS ITALIA;
  - l'acquisizione da giugno 2012 di 130 addetti in Cina;
  - un "accordo strategico" per l'acquisizione di una parte di dipendenti in Italia (circa la metà dei 230 originali) a dicembre 2012/gennaio 2013, sulla base di un "ridimensionamento" eseguito da NOKIA SIEMENS NETWORKS ITALIA.
- Il 5 maggio 2012, NOKIA SIEMENS NETWORKS ITALIA, annunciò 580 esuberi su circa 1100 dipendenti in tutta Italia (circa il 53%).
  - Tale ridimensionamento, ottenuto tramite dimissioni volontarie e poi tramite mobilità si colloca in un piano di cessioni di attività perseguito fin dall'inizio della "fusione" con SIEMENS (quando si contavano circa 3000 dipendenti). Questi ultimi 580 addetti, si vanno inoltre a sommare ai 325 addetti della fabbrica venduta a JABIL negli anni scorsi che, dal 13 dicembre 2011, è definitivamente chiusa ed ha cessato ogni forma di produzione. Alla fine del 2012 NOKIA SIEMENS NETWORKS ITALIA è passata da circa 3000 dipendenti in Italia a poco più di 500.

### Acquisizioni
- Nel gennaio 2008 la Nokia Siemens Networks assorbì Atrica, un'azienda che produce carrier-class Ethernet transport systems per metro networks. L'annuncio ufficiale non ha reso pubblici i dettagli dell'accordo, anche se si crede che la cifra si aggiri attorno ai 100 milioni di dollari.[3]
- Nel febbraio 2008 la Nokia Siemens Networks assorbì Apertio, ditta con sede a Bristol nel Regno Unito, società specializzata in applicazioni di network management, per 140 milioni di euro. Con questa acquisizione NSN conquistò clienti in quella fetta di territorio che era gestita da Orange SA, T-Mobile, Telefónica O2 e Vodafone.[4]
- Nel luglio 2010, la Nokia Siemens Networks ha annunciato l'acquisizione di alcuni assets della divisione Wireless Network Infrastructure di Motorola. L'acquisizione riguardò in particolare i business GSM, CDMA, WiMAx e LTE di Motorola ed è stata conclusa nel corso dell'anno. NSN ha versato 1,2 miliardi di dollari cash a Motorola, da cui ha assorbito circa 7.500 dipendenti. Il target principale dell'acquisizione sono stati i business CDMA (in declino, ma con una notevole base installata, soprattutto in Nord America), quello WiMax (in cui Motorola è tra i leader mondiali) e, soprattutto, la forte presenza di Motorola sul mercato giapponese e nordamericano, su cui NSN sperava di far leva per incrementare la sua market share[5].
- In seguito all'annuncio dell'asta per gli asset della Nortel in materia di CDMA e LTE, la Nokia Siemens Networks ha mantenuto la propria leadership nell'industria delle infrastrutture globali wireless adeguandosi al mercato americano.

### Polemiche sulle vendite all'Iran
Nel 2008 la Nokia Siemens Networks ha fornito alla compagnia telefonica monopolistica iraniana la tecnologia che permette le intercettazioni delle comunicazioni su internet dei cittadini, ad un livello senza precedenti. Questa tecnologia permette l'uso di deep packet inspection per leggere o addirittura modificare il contenuto di ogni cosa, dalle "email e le telefonate su internet alle immagini ed ai messaggi sui siti di social-network quali Facebook o Twitter". Questa tecnologia "permette alle autorità non solo di bloccare la comunicazione, ma anche di monitorarla per ottenere informazioni sui cittadini, oltre che per alterare i vari messaggi perseguendo l'obiettivo della disinformazione". Questa dichiarazione è stata fatta da esperti sulle pagine del Wall Street Journal. Durante le proteste in Iran post-elezioni, nel giugno 2009, si disse che le comunicazioni su internet rallentarono fino ad un decimo della normale qualità, ed alcuni esperti ipotizzarono il fatto che fosse dovuto all'uso di questa nuova tecnologia di intercettazione. Nel luglio 2009 la Nokia ha subito i primi boicottaggi sui propri prodotti e servizi in Iran. Il boicottaggio fu promosso dai simpatizzanti del movimento della protesta, ed indirizzato verso quelle compagnie che erano considerate collaboratrici del regime islamico. Da parte sua, la Nokia Siemens Networks sostiene che questo sofisticato sistema non esista, e che l'unica capacità del sistema di monitoraggio sia quella di intercettare le chiamate voce sugli standard 3GPP, la quale è anche una normale pratica in molti altri Stati tra cui gli Stati Uniti ed alcune nazioni dell'Unione europea. Altri, tra cui un'ex dirigente Nokia ed oggi professore di diritto Chip Pitts, hanno ipotizzato che sia testo che voce continuano ad essere intercettati.

## Organizzazione

### Business Units
Le principali Business Units della Nokia Networks sono:
- Radio access
- Broadband connectivity solutions
- Converged core
- Operations and business software
- Services